# 塔马林多河
10°18′26″N 85°50′25″W / 10.307177°N 85.840249°W
塔马林多河（西班牙語：Río Tamarindo）是哥斯達黎加瓜纳卡斯特省的一条河流，河口位于塔馬林多城区附近，河口构成了塔馬林多和Playa Grande的天然边界。河口是多种生物的栖息地，特别是美洲鱷。